# Tigard
Tigard è una città degli Stati Uniti d'America, nella Contea di Washington, nello Stato dell'Oregon.
La popolazione era di 48.035 abitanti nel censimento del 2010.

## Infrastrutture e trasporti
La città è servita dalla linea ferroviaria suburbana WES Commuter Rail.